# Adolphe Mengotti
Adolphe Mengotti (né le 12 novembre 1901 à Valladolid et mort en 1984) est un footballeur international suisse. Il participe aux Jeux olympiques d'été de 1924, remportant la médaille d'argent avec la Suisse.

## Biographie
Adolphe Mengotti reçoit une sélection en équipe de Suisse. Il s'agit d'un match disputé le 30 mai 1924 contre la Tchécoslovaquie à Paris, dans le cadre des Jeux olympiques d'été de 1924 (victoire 0-1).
En club, il joue avec le Real Madrid de 1920 à 1925.

## Palmarès

### équipe de Suisse
- Jeux olympiques de 1924 :
  -  Médaille d'argent.

### Real Madrid
- Coupe d'Espagne :
  - Finaliste : 1924.

- Campeonato Regional de Madrid :
  - Vainqueur : 1920, 1922, 1923 et 1924.